# Låggrundet, Raseborg
Låggrundet är en klippa i Finland.   Den ligger i kommunen Raseborg i den ekonomiska regionen  Raseborg  och landskapet Nyland, i den södra delen av landet, 90 km sydväst om huvudstaden Helsingfors.
Terrängen runt Låggrundet är mycket platt.  Närmaste större samhälle är Ekenäs, 19,7 km norr om Låggrundet. 